# Lista de canções gravadas por Elle King
A seguir se apresentam a lista das canções gravadas por Elle King, uma cantora norte-americana que já gravou material para um álbum de estúdio, um extended play (EP), entre outros lançamentos musicais, algumas das quais foram colaborações com outros artistas.

## Canções

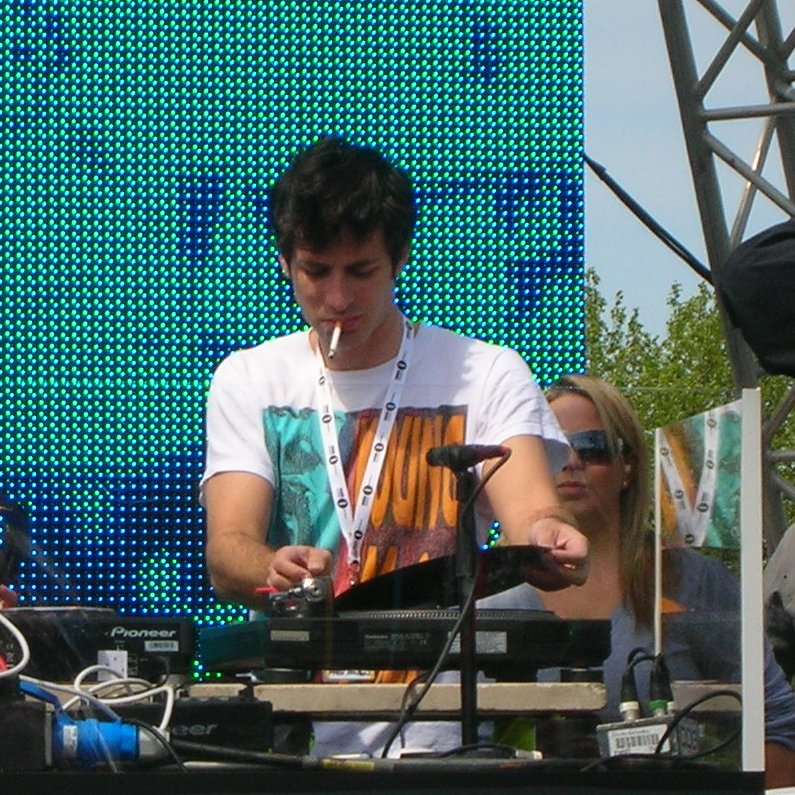
Mark Ronson (foto) co-escreveu o a canção "Last Damn Night", de Elle King

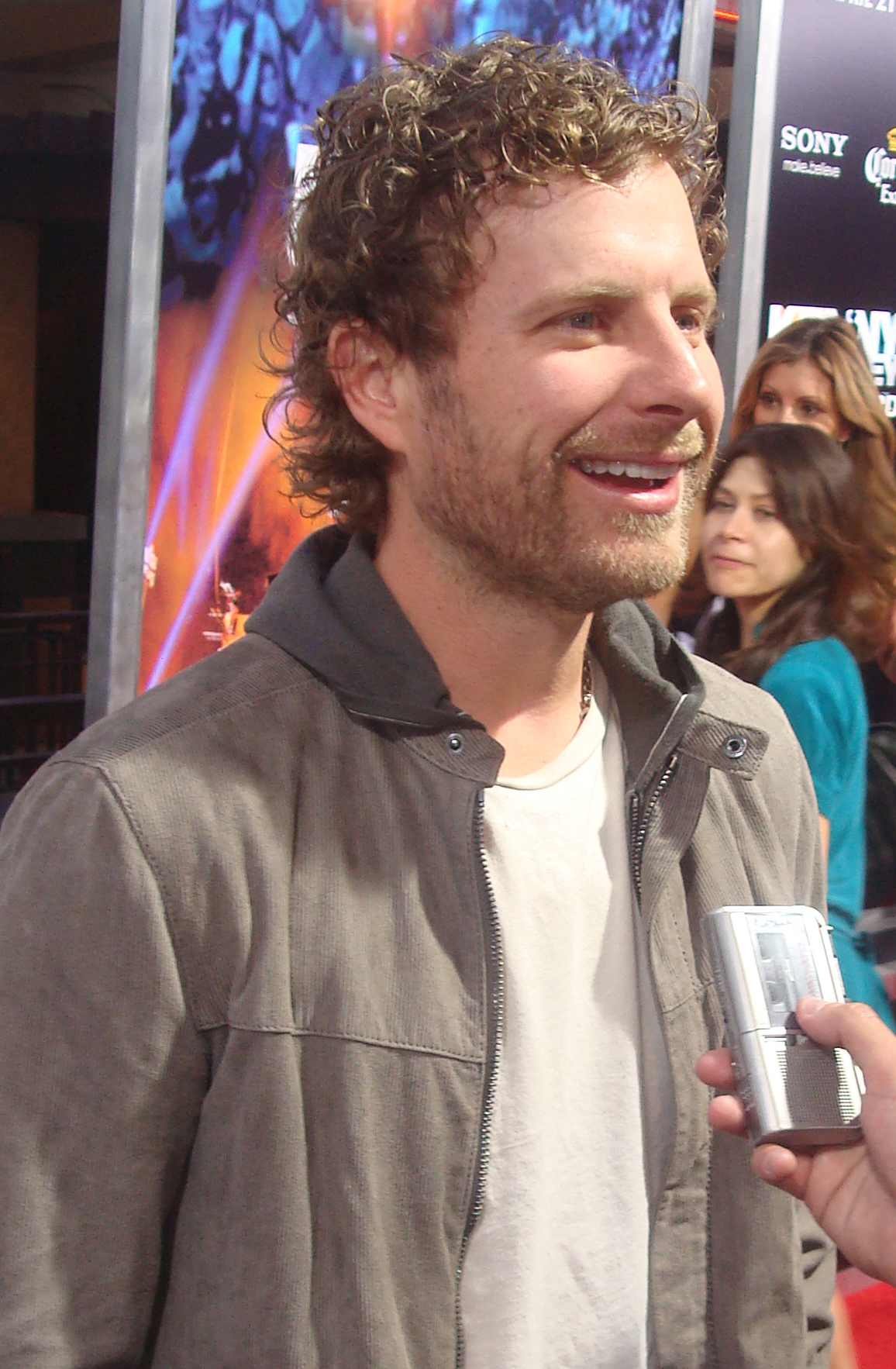
Elle King é participação especial do single "Different for Girls", de Dierks Bentley (foto), que alcançou a posição de número um na parada norte-americana de música country.

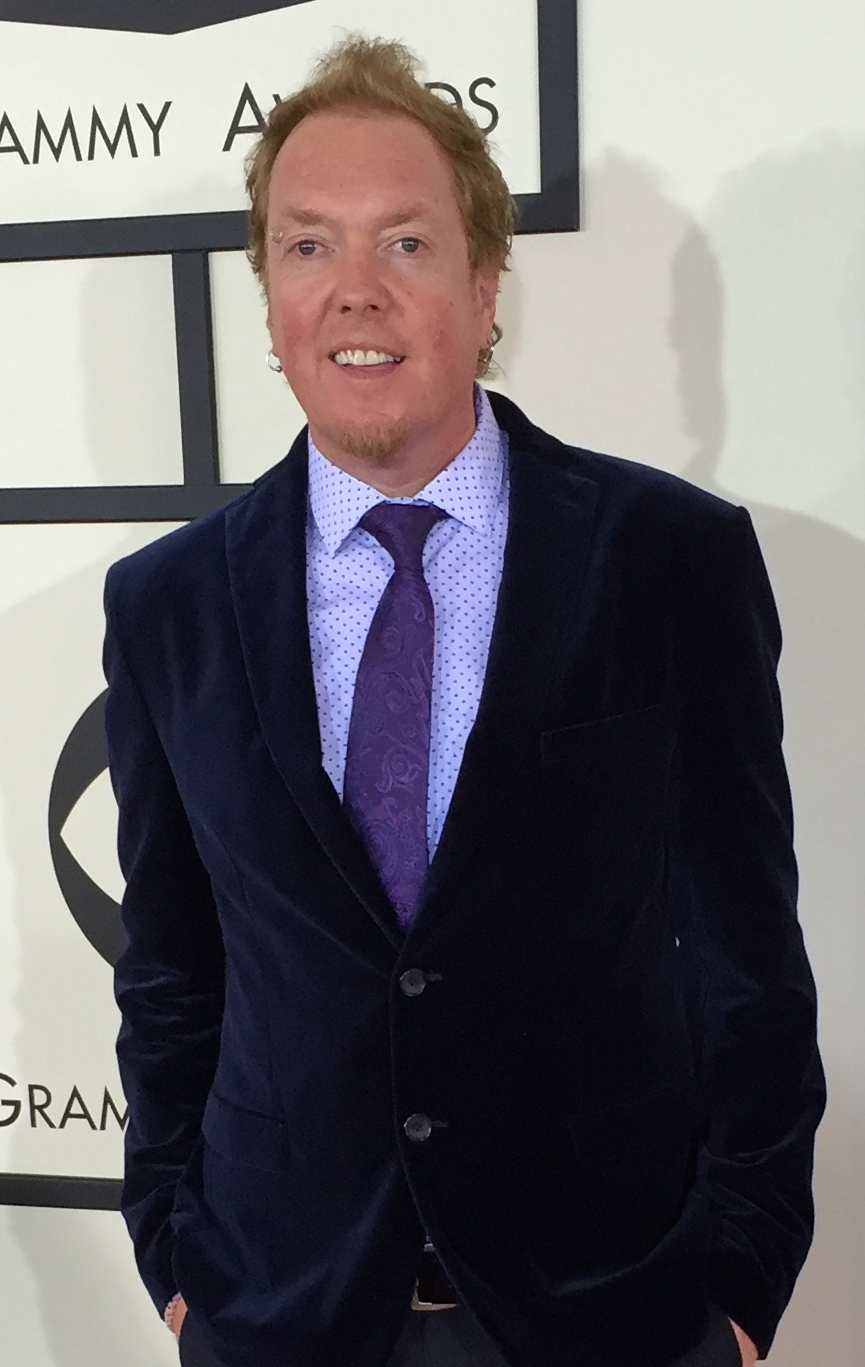
O compositor Dave Bassett (foto), co-escreveu canções como "Ex's & Oh's", "Under the Influence" e "Good Girls".

| † | Denota lançamento como single             |
| ‡ | Denota lançamento como single promocional |

| Canção                     | Artista(s)                                                               | Compositor(es)                                                      | Álbum                                             | Ano  | Ref.  |
| -------------------------- | ------------------------------------------------------------------------ | ------------------------------------------------------------------- | ------------------------------------------------- | ---- | ----- |
| "Ain't Gonna Drown"        | Elle King                                                                | Elle King Jeff Baskher                                              | Love Stuff                                        | 2015 | [ 1 ] |
| "America's Sweetheart"     | Elle King                                                                | Elle King Martin Johnson                                            | Love Stuff                                        | 2015 | [ 1 ] |
| "American Girl"            | Elle King                                                                | Tom Petty                                                           | —                                                 | 2015 | [ 2 ] |
| "Catch Us If You Can"      | Elle King                                                                | Elle King                                                           | The Elle King EP                                  | 2012 | [ 3 ] |
| "Different for Girls"      | Dierks Bentley com a participação de Elle King                           | J.T. Harding Shane McAnally                                         | Black                                             | 2016 | [ 4 ] |
| "Ex's & Oh's"              | Elle King                                                                | Elle King Dave Basset                                               | Love Stuff                                        | 2015 | [ 1 ] |
| "Good Girls"               | Elle King                                                                | Elle King Dave Basset                                               | Ghostbusters (Original Motion Picture Soundtrack) | 2016 |       |
| "Good to Be a Man"         | Elle King                                                                | Elle King                                                           | The Elle King EP                                  | 2012 | [ 3 ] |
| "I Don't Mind"             | Epick com a participação de Elle King                                    | —                                                                   | —                                                 | 2013 | [ 5 ] |
| "I Told You I Was Mean"    | Elle King                                                                | Elle King                                                           | Love Stuff                                        | 2015 | [ 1 ] |
| "Jackson"                  | Elle King                                                                | Elle King Amanda Ghost Dave McCracken Felipe Aparicio               | Love Stuff                                        | 2015 | [ 1 ] |
| "Kocaine Karolina"         | Elle King                                                                | Elle King Jeff Baskher                                              | Love Stuff                                        | 2015 | [ 1 ] |
| "Last Damn Night"          | Elle King                                                                | Elle King Jeff Baskher Mark Ronson The Invisible Men Patrick Carney | Love Stuff                                        | 2015 | [ 1 ] |
| "Make You Smile"           | Elle King                                                                | Elle King Garret "Jacknife" Lee                                     | Love Stuff                                        | 2015 | [ 1 ] |
| "No One Can Save You"      | Elle King                                                                | Elle King                                                           | The Elle King EP                                  | 2012 | [ 3 ] |
| "Not Easy"                 | Alex da Kid com a participação de Elle King, X Ambassadors e Wiz Khalifa | —                                                                   | —                                                 | 2016 | [ 6 ] |
| "Playing for Keeps"        | Elle King                                                                | Elle King                                                           | The Elle King EP                                  | 2012 | [ 3 ] |
| "Reckless Love"            | Bleachers com a participação de Elle King                                | Jack Antonoff                                                       | Terrible Thrills, Vol. 2                          | 2015 | [ 7 ] |
| "See You Again"            | Elle King                                                                | Elle King Francis White                                             | Love Stuff                                        | 2015 | [ 1 ] |
| "Song of Sorrow"           | Elle King                                                                | Elle King                                                           | Love Stuff                                        | 2015 | [ 1 ] |
| "The Will of the River"    | Darren Hanlon com a participação de Elle King                            | —                                                                   | Where Did You Come From?                          | 2015 | [ 8 ] |
| "Under the Influence"      | Elle King                                                                | Elle King Dave Bassett                                              | Love Stuff                                        | 2015 | [ 1 ] |
| "Where the Devil Don't Go" | Elle King                                                                | Elle King Sterling Fox                                              | Love Stuff                                        | 2015 | [ 1 ] |
| "Wild Love"                | Elle King                                                                | Elle King                                                           | —                                                 | 2017 |       |
| "Let’s Ride Away"          | Elle King, Avicii                                                        | Kacey Musgraves                                                     | Avicii Forever                                    | 2025 |       |